# Bahnhof Harlingerode

Der Bahnhof Harlingerode war zwischen dem 1. Mai 1912 und 31. Mai 1987 ein Durchgangsbahnhof in Harlingerode (Bad Harzburg) an der Bahnstrecke Bad Harzburg–Oker. Über ihn wurde Personenverkehr und bis 1982 auch Güterverkehr abgewickelt.
Die Wiederherstellung der Bahnstation ist nach Angaben des Landes Niedersachsen in den 2030er-Jahren vorgesehen.

## Aufbau

Gleisplan im September 1975

### Infrastruktur
In seiner Ursprungsform verfügte der Bahnhof Harlingerode über zwei Bahnsteige, zwei Durchgangsgleise, zwei Ladegleise (an der Nord- und Südseite, bei dem nördlichen Gleis handelte es sich um ein Stumpfgleis mit Einfahrt aus Richtung Bad Harzburg) und zwei weitere Gleise südlich der Durchgangsgleise.
Das Empfangsgebäude befand sich an der Nordseite und war sowohl über die Bahnhofstraße (heutiger Fleischerweg) als auch über einen Fußgängerweg aus Richtung Viehweide zu erreichen. Der Hausbahnsteig A befand sich nördlich vom Gleis 1 (Durchgangsgleis) und der Bahnsteig B zwischen den Gleisen 1 und 2. Südlich dieser Gleise befanden sich die Gleise 3 und 4, die aus beiden Richtungen erreichbar waren, und das ebenfalls beidseitig erreichbare Ladegleis 5, über das durch die südlich gelegene Laderampe Güter verladen wurden. Das zweite Ladegleis zweigte vom Gleis 1 nach Norden ab und war über eine nördlich gelegene Ladestraße zu erreichen. Die Ansteuerung der Ausfahrsignale nach Westen erfolgte über die Betriebstation Oker Ost.
Zugelassen war der Bahnhof ursprünglich zur Abfertigung von Personen, Gütern, Gepäck, Privattelegrammen, Leichen und Lebendtieren. In Richtung Oker war ein Gleisanschluss des Sägewerks Klages vorhanden, das zum Abtransport von Holzprodukten des Sägewerks H. Klages genutzt wurde. Über einen weiteren Gleisanschluss weiter westlich war eine Erzverladerampe erschlossen, über die die Grube Hansa Eisenerze aus dem Langenberg verfrachtete.

### Stellwerk
Der Bahnhof besaß ein mechanisches Stellwerk der Bauart Jüdel. Sein Kürzel lautete Hgf und es befand sich unmittelbar südlich des Empfangsgebäudes auf Höhe des Bahnsteiges A.

## Geschichte
Die Bauarbeiten an der Bahnanlage begannen am 15. Juli 1910. Der Unternehmer Heinrich Klages erhielt im Jahr 1911 die Genehmigung für einen Gleisanschluss vom Bahnhof zum südlich gelegenen Sägewerk Klages. Der Bahnhof wurde gemeinsam mit der Bahnstrecke am 1. Mai 1912 im Herzogtum Braunschweig als Bahnhof IV. Klasse eröffnet. Die Eröffnung des Bahnhofs wurde unter den Ortsbewohnern mit großer Euphorie gefeiert; so wurde einer der ersten Fahrgäste der Strecke und zugleich der einzige Passagier, der am neueröffneten Haltepunkt ausstieg, von den Ortsbewohnern feierlich durch die Ortschaft geführt. Viele Ortsansässige ließen die Ortschaft als „Feierlichkeit“ schmücken, um das für den Ort historische Ereignis zu feiern.
Üblich war die Abwicklung des Personenverkehrs über den Hausbahnsteig A, um den Weg für die Passagiere zu ersparen. Die über die Bahnstrecke führenden Durchgangszüge (D) aus Bad Harzburg, die zeitweise bis nach Nordrhein-Westfalen und die Niederlande führten, bedienten den Bahnhof hingegen nicht.
Zum Jahreswechsel 1938/39 hin wurde südwestlich vom Bahnhof eine Eisenerzrampe und ein eigener Gleisanschluss für die drei Jahre zuvor reaktivierte Grube Hansa am Langenberg errichtet. Hierzu wurde aus Richtung Süden eine etwa 300 Meter lange Kettenbahn errichtet, die aus dem Mundloch auf dem Grubengelände bis zur Erzverladerampe führte und hierzu die heutige Landstraße querte. Der Gleisanschluss erfolgte nach Westen Richtung Oker. Im März 1950, als das Eisenbergwerk fast seine Höchstförderleistung erreichte, wurden hierüber rund 270 Wagen mit rund 150.000 Tonnen Erz an Hüttenorte in ganz Westdeutschland verschickt.

### Rationalisierung
Noch vor den 1970er Jahren wurden das Bergwerk und somit auch der Gleisanschluss zur Erzverladerampe zum 23. August 1960 stillgelegt. Zudem wurde vor 1975 das Gleis 3 aufgegeben, sodass nur noch die Durchgangsgleise 1/2 sowie die Gleis 4, 5 und 8 zur Verfügung standen. Auch der Gleisanschluss des Sägewerks Klages entfiel in den 1970er-Jahren. 1979 wurde das Stellwerk Hgf teilweise und 1982 ganz stillgelegt.
Der Bahnhof Harlingerode wurde ab Ende 1981 im Personenverkehr zum Haltepunkt zurückgebaut, durch die getrennte Ausweichanschlussstelle handelte es sich betrieblich um eine Haltestelle. Auf den 14. Oktober 1981 ist der Plan der Bundesbahndirektion Hannover zur „Umwandlung in eine Ausweichanschlußstelle“ datiert. Die Gleise 1 (Personengleis am Hausbahnsteig) und 8 (nördliches Stumpfgleis zur Güterverladung) sowie der Hausbahnsteig A wurden aufgegeben, die Gleise 4 und 5 wurden Teil der Ausweichanschlussstelle.
Der letzte Personenfahrplan war vom 28. September 1986 bis zum 30. Mai 1987 gültig. Es gab drei Abfahrten in Richtung Bad Harzburg (nur werktags), Altenbeken (über Goslar und Kreiensen) und Braunschweig zwischen 7:30 Uhr und 8:30 Uhr, weiterhin drei Abfahrten in Richtung Braunschweig in einem unechten Zweistundentakt zwischen 16 Uhr und 21 Uhr.

### Stilllegung
Am 31. Mai 1987 wurde der Haltepunkt Harlingerode stillgelegt. Die Deutsche Bundesbahn richtete einen dauerhaften Schienenersatzverkehr mit Bahnbussen ein. Auf der Relation verkehrte später bis zum 31. März 2019 die Buslinie 810 (Goslar–Oker–Harlingerode–Bad Harzburg) über die DB-Regio-Tochter Regionalbus Braunschweig, bis die Buslinie durch das Unternehmen HarzBus übernommen wurde.
Die Ausweichanschlussstelle blieb bis 1998/99 in Betrieb und wurde zuletzt von der Firma Sievers Granit genutzt. Sie wurde bis 2001 von der DB-Strecke getrennt. Infolgedessen wurden auch die letzten betrieblichen Reste des einstigen Bahnhofs Harlingerode aufgelassen.
Das Gleis 1 und der Bahnsteig wurden abgerissen und überbaut. Auf einem Teil der stillgelegten Ausweichanschlussstelle hat sich ein Autoverwertungsunternehmen angesiedelt. Die Laderampe der Ausweichanschlussstelle existiert baulich noch, ist aber eine Wegwüstung und erfüllt keinen betrieblichen Zweck mehr. Das Gleis 2 ist das Durchgangsgleis der Bahnstrecke Bad Harzburg–Oker und bis heute in Betrieb.

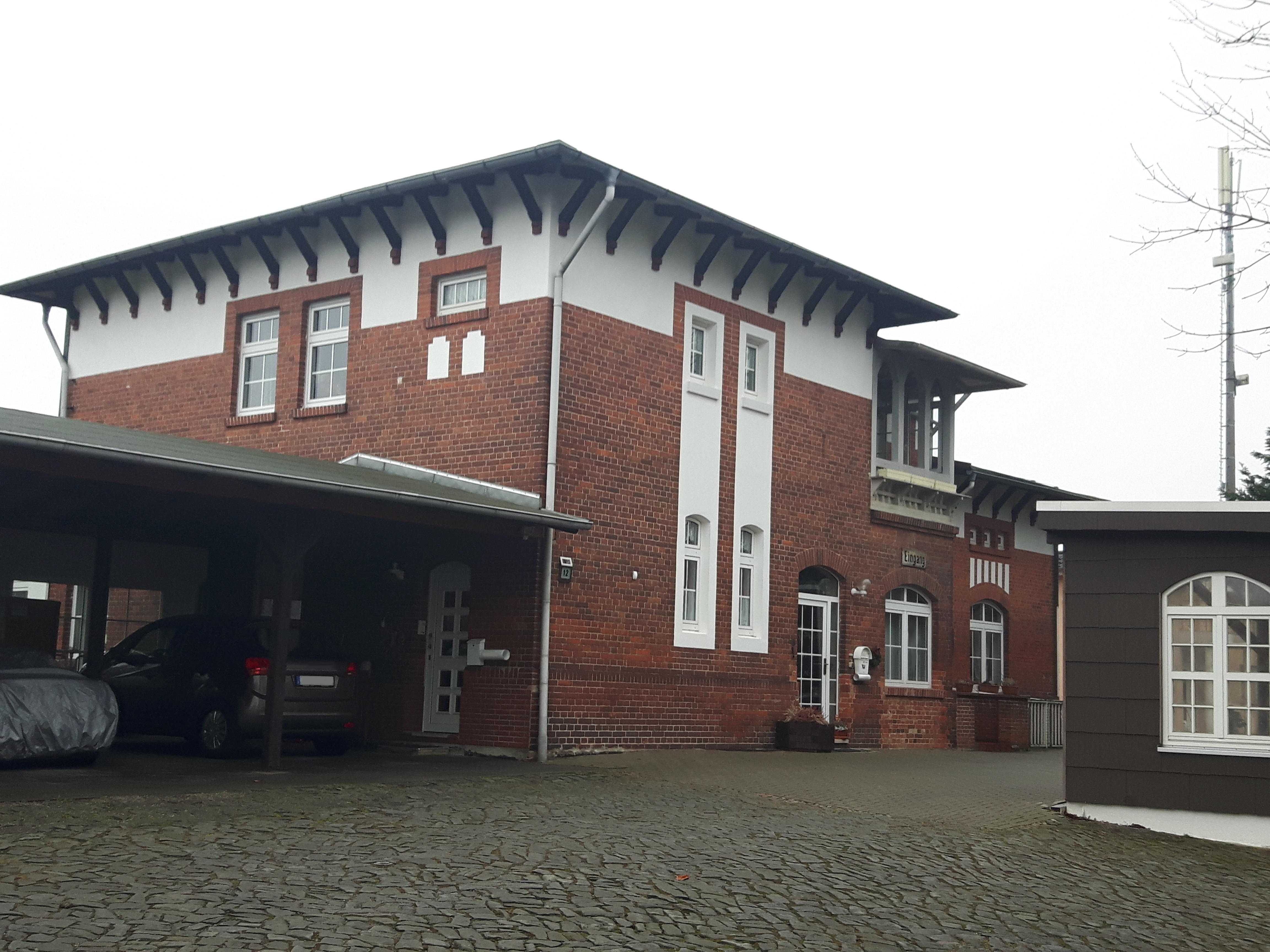
Das Empfangsgebäude 28 Jahre nach der Haltepunkt-Stilllegung, 2016
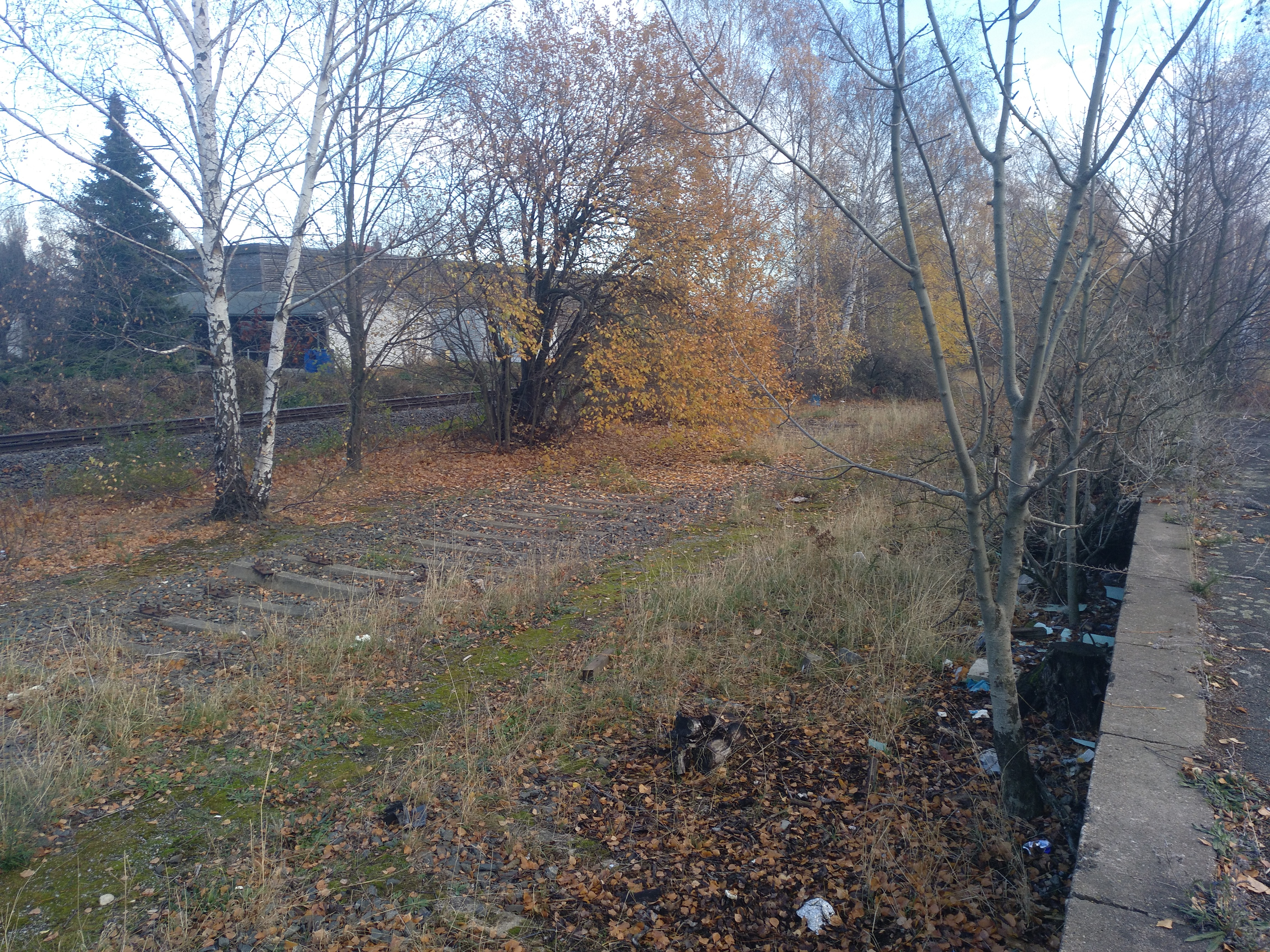
Die Bahnschwellen der Gleise 4/5 und die von 1912 bis ca. 2000 benutzte Laderampe als Wegwüstung

## Reaktivierung

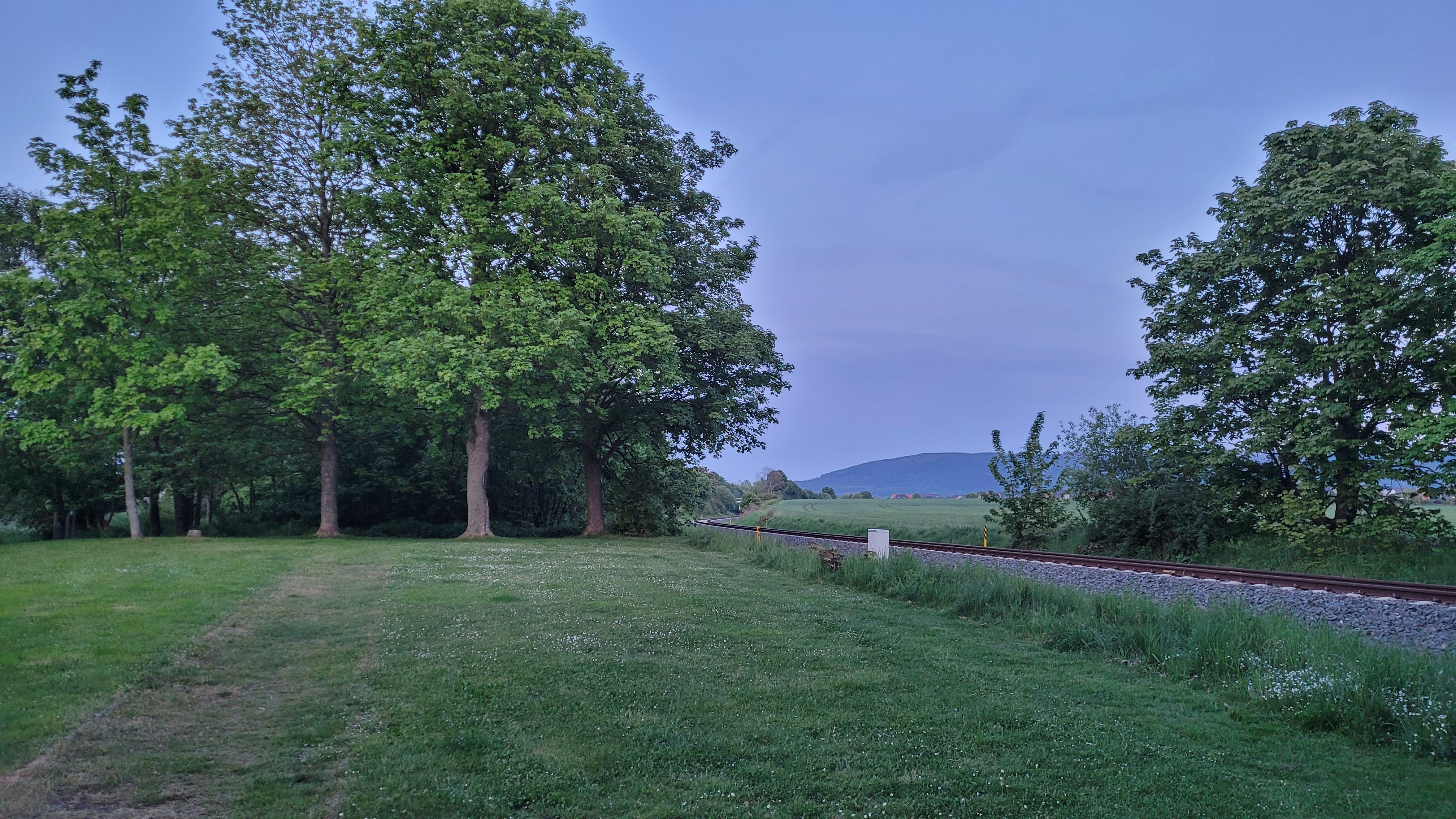
Wiese an der Bahnstrecke Bad Harzburg – Oker, ca. km 35,2. Dieser Bereich wird für einen Neubau in Betracht gezogen (Stand: 2024).

Seit 2015 sind politische Erwägungen zur Wiedereinrichtung eines Passagierhaltepunkts in Harlingerode belegt. Im August 2016 wurde eine Potentialanalyse der DB Netz AG für Harlingerode abgeschlossen, in der rund 300 Ein- und Ausstiege pro Tag prognostiziert wurden. Allerdings war zum Zeitpunkt der Studie die fahrplantechnische Machbarkeit aufgrund der zu geringen Wendezeit der RB 82 im Bahnhof Bad Harzburg nicht gegeben.
Im September 2022 wurde die Neubauabsicht mit Vorbehalt im SPNV-Konzept 2030+ festgehalten. Dabei wurde in Zusammenhang mit der Ende 2023 abgeschlossenen Prüfung der Elektrifizierung Bad Harzburg – Goslar auch ein Halt in Harlingerode im Fahrplanszenario unterstellt.
Im Januar 2024 bestätigte der Regionalverband Braunschweig die Machbarkeit dieses Szenarios mit Vorbehalt. Als Folge wurde bis zum Sommer 2024 eine durch die Ostfalia Hochschule in Salzgitter durchgeführte Nutzwertanalyse zur Ermittlung eines Präferenzstandorts durchgeführt. Untersucht werden insbesondere Standorte am örtlichen Nahversorgungszentrum (Klagesstraße) und entlang der Bahnüberführung Bruchstraße. Eine Wiederherstellung des bis 1987 bestehenden Zustands am Fleischerweg wurde hingegen aufgrund der Besitzverhältnisse ausgeschlossen. Anschließend soll die Finanzierung des Projekts betrachtet werden.
Die Station wurde in das SPNV-Konzept 2040+ des Landes Niedersachsen aufgenommen und soll durch die RB 84 Bad Harzburg – Paderborn bedient werden.
| Linie | Linienverlauf | Takt (min) |
| ----- | --- | ---------- |
| RB 84 | Bad Harzburg – Harlingerode – Oker – Goslar – Langelsheim – Seesen – Kreiensen – Holzminden – Höxter-Ottbergen – Altenbeken – Paderborn Hbf | 060        |

## Nächste Stationen
- Richtung Kreiensen: Bahnhof Oker
- Richtung Bad Harzburg: Bahnhof Bad Harzburg
  - bis Juni 1976: Haltepunkt Schlewecke (Harz)